# Gorna Koela
Gorna Koela (Bulgaars: Горна кула) is een dorp in het zuidoosten van Bulgarije. Het dorp is gelegen in de gemeente Kroemovgrad, oblast Kardzjali. Het dorp ligt hemelsbreed 25 km ten zuidoosten van de regionale hoofdstad Kardzjali en 230 km van de nationale hoofdstad Sofia.

## Bevolking
Op 31 december 2020 telde het dorp Gorna Koela 383 inwoners.
| Bevolkingsontwikkeling tussen 1934 en 2020          |
| --------------------------------------------------- |
|                                                     |
| Bron: Nationaal Statistisch Instituut van Bulgarije |

Het dorp wordt nagenoeg uitsluitend bewoond door etnische Turken. In de volkstelling van 2011 identificeerden 316 van de 319 ondervraagden zichzelf met de "Turkse etniciteit". 
| Etnische samenstelling van de respondenten (2011) | Etnische samenstelling van de respondenten (2011) | Etnische samenstelling van de respondenten (2011) | Etnische samenstelling van de respondenten (2011) | Etnische samenstelling van de respondenten (2011) |
| ------------------------------------------------- | ------------------------------------------------- | ------------------------------------------------- | ------------------------------------------------- | ------------------------------------------------- |
|                                                   |                                                   |                                                   |                                                   |                                                   |
| Bulgaren                                          | Bulgaren                                          |                                                   | 0,0%                                              | 0,0%                                              |
| Turken                                            | Turken                                            |                                                   | 99,1%                                             | 99,1%                                             |
| Roma                                              | Roma                                              |                                                   | 0,0%                                              | 0,0%                                              |
| Anders/Onbekend                                   | Anders/Onbekend                                   |                                                   | 0,9%                                              | 0,9%                                              |